# ベルニナ山
座標: 北緯46度22分56秒 東経9度54分29秒 / 北緯46.38222度 東経9.90806度

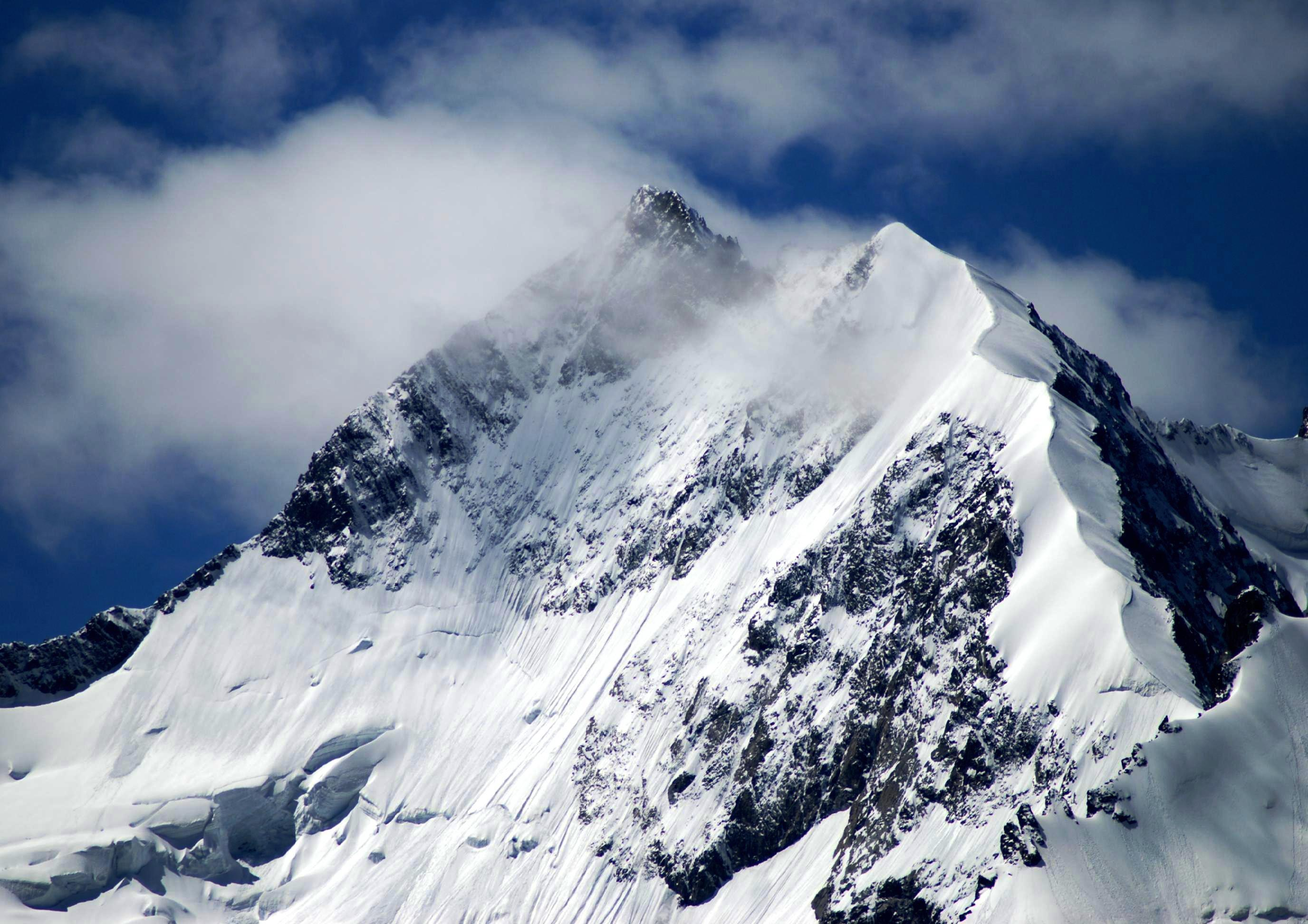

ベルニナ山(Piz Bernina)は、イタリアとスイスの国境にある山。標高4049m。1850年にJ.コーツが初登頂した。ベルニナ山脈の最高峰。